# Onni Pellinen
Onni Pellinen (Hankasalmi, 14 febbraio 1899 – Istanbul, 30 ottobre 1950) è stato un lottatore finlandese, specializzato nella lotta greco-romana.

## Palmarès

### Olimpiadi
- Argento a Los Angeles 1932 nei pesi mediomassimi
- Bronzo a Parigi 1924 nei pesi mediomassimi
- Bronzo a Amsterdam 1928 nei pesi mediomassimi